# Okanagan Country

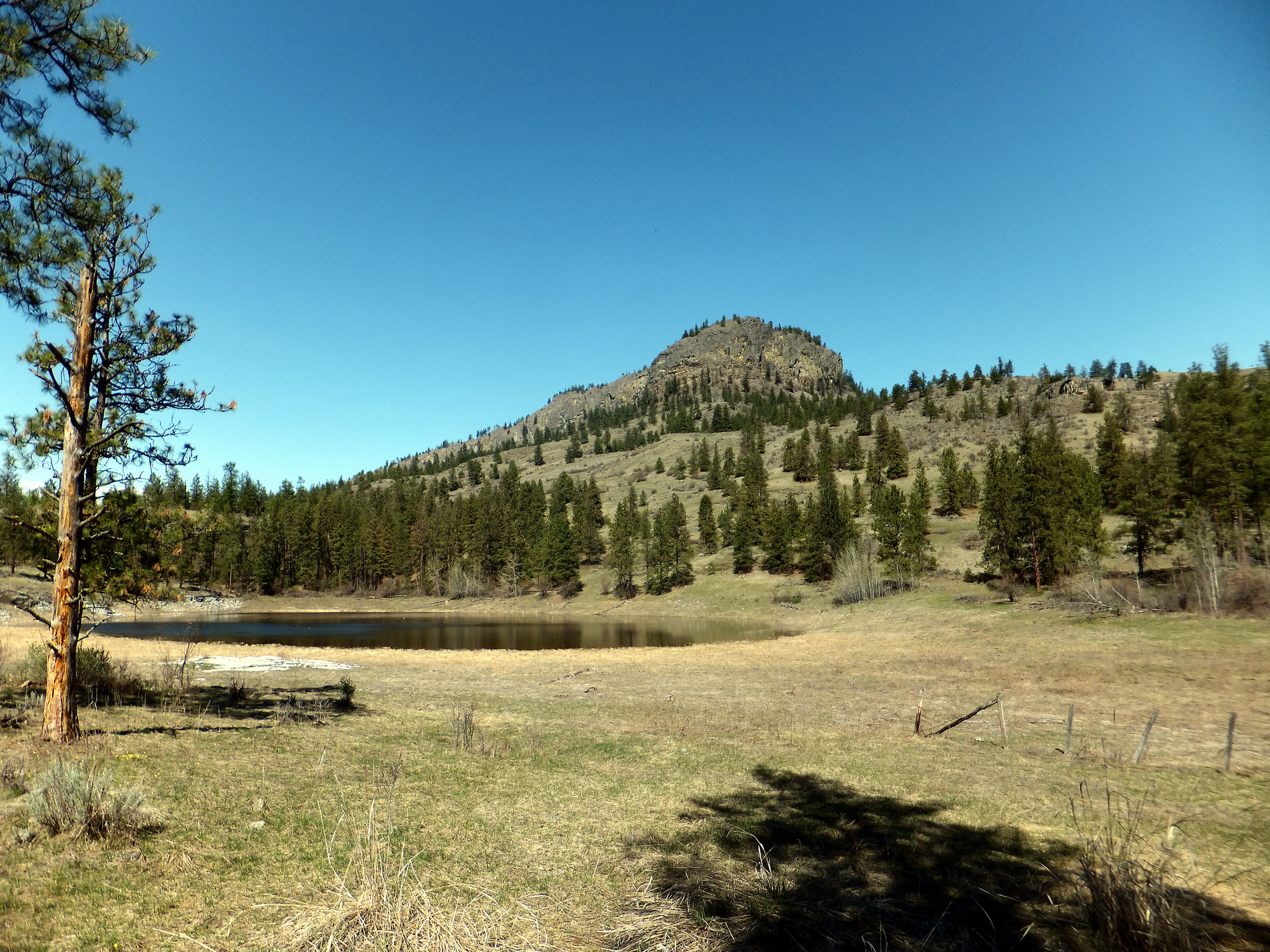
Mahoney Lake Ecological Reserve

Das Okanagan Country, in Kanada auch als Okanagan Valley bekannt, ist eine Region in der kanadischen Provinz British Columbia und dem US-Bundesstaat Washington (wo es als Okanogan Country bezeichnet wird). Es wird definiert durch das Becken von Okanagan Lake und Okanagan River. Mit schätzungsweise 400.000 Einwohnern reicht das Okanagan Country vom Thompson Plateau nahe Grindrod (British Columbia) im Okanagan Valley bis zum Okanagan Highland im Okanogan County nahe dem Douglas County (Washington). Die größte Stadt im kanadischen Teil ist Kelowna mit einer Bevölkerung in der Metropolregion von 194.882 Einwohnern; die größte Stadt im US-amerikanischen Teil ist Omak (Washington) mit 4.881 Einwohnern (2011). Die Region nahm den Namen nach dem Ausdruck ukʷnaqín  aus dem Okanagan an. Das milde Klima und die große Nähe zu Seen, Flüssen und gebirgigen Regionen machen das Okanagan Country zu einem beliebten Ziel für Outdoor-Aktivitäten. Die Wirtschaft der Region wird von der Primärindustrie bestimmt, namentlich dem Agrar- und Forstsektor, obwohl mit zunehmenden Rentnerstädten und dem Erholungstourismus eine Diversifikation der Wirtschaft begonnen hat. Der US-amerikanische Teil gilt mit etwa zehn Prozent der Bevölkerung als stärker abgelegen als der kanadische Teil.

## Geographie

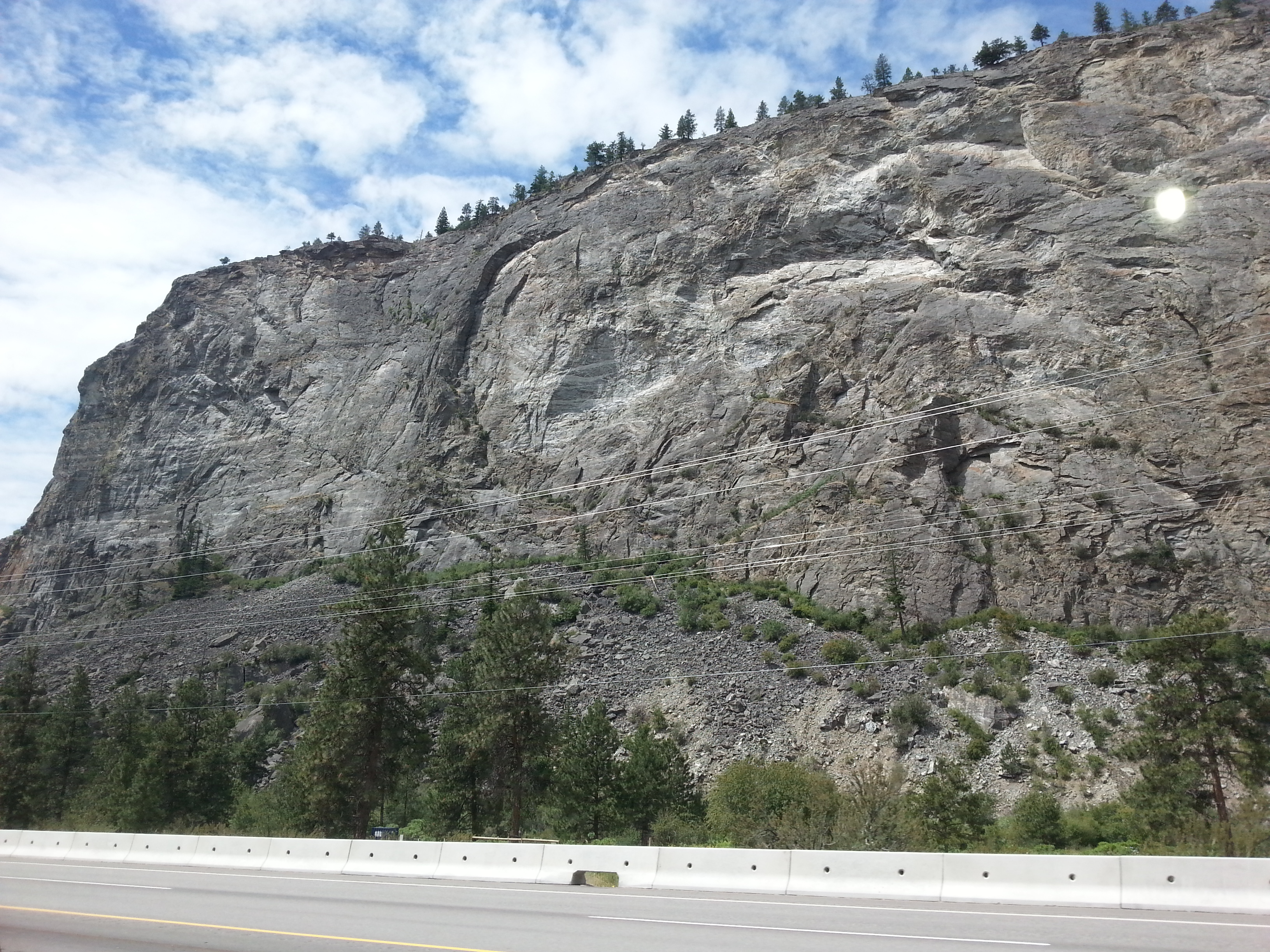
Ansicht des McIntyre Bluff vom Highway 97.

Das Shuswap Highland und das Thompson-Plateau, außerhalb des gemeindefreien Grindrod, definieren die nördliche Grenze der Region; das Gelände hier ist gebirgig bis hügelig. Die südliche Grenze wird durch die Countys Chelan, Douglas und Grant definiert, obwohl noch Teile der Countys innerhalb des Okanagan Country liegen. Die Grenze zwischen Kanada und den Vereinigten Staaten, welche einen offiziellen Grenzübergang nach Osoyoos von Oroville aus bietet, teilt die Unterregionen Okanagan und Okanogan. Das Okanagan Highland und das Okanagan Basin definieren die wichtigsten geographischen Merkmale als hügelige Hochebene. Der Okanagan River und der Okanagan Lake sind die bekanntesten Gewässer im Okanagan Country; zusammen haben sie eine Fläche von 320 km². Laut Statistics Canada und dem United States Census Bureau nimmt die „geteilte Region“ eine Gesamtfläche von mehr als 40.441 km² ein und ist damit größer als Belgien oder Taiwan. Die erweiterte Region mit den Teilen Chelan, Douglas und Grant machen noch ein weit größeres Gebiet aus. Die flächengrößte Gemeinde in der Region ist Spallumcheen mit 255,77 km², flächenmäßig somit größer als Seattle. Die südlichste Gemeinde ist Electric City im  Grant County. Weitere geographische Besonderheiten sind der Alta Lake State Park, der Columbia River, die Kaskadenkette, der Kalamalka Lake, der North Gardner Mountain, der Mahoney Lake, der Mara Lake, McIntyre Bluff, der Omak Lake, der Osoyoos Lake, der Similkameen River, der Shuswap River, der Skaha Lake, der Swan Lake, der Tuc-el-nuit Lake, der Vaseaux Lake und der Wood Lake.

## Klima
Wie im südlichen British Columbia und Zentral-Washington weit verbreitet, hat das Okanagan Country ein Semiarides Klima (nach der Klassifikation von Köppen & Geiger Bsk) mit geringen Niederschlägen, heißen Sommern und milden Wintern. Die nördlicheren Gemeinden haben höhere Niederschläge und tiefere Temperaturen. Die Stadt Kelowna wird allgemein als Grenze zwischen dem semi-ariden Süden und dem etwas feuchteren Norden angesehen, was sich im Wechsel der Klimaklassifikation zum feuchten Kontinentalklima (Dfb) ausdrückt. Die Vegetation variiert von Kakteen und Salbeisträuchern im Südteil zu Lebensbäumen und Hemlocktannen im Norden. Die Region war vom Erdbeben in der Nördlichen Kaskadenkette 1872 betroffen, welches als das schwerste aufgezeichnete im Staat Washington gilt und sich am 14. Dezember 1872 ereignete. Das Epizentrum des Bebens wurde am Omak Lake lokalisiert. Das Beben hatte eine Stärke von 6,5 bis 7,0 und wurde von einem Nachbeben begleitet.

## Gemeinden

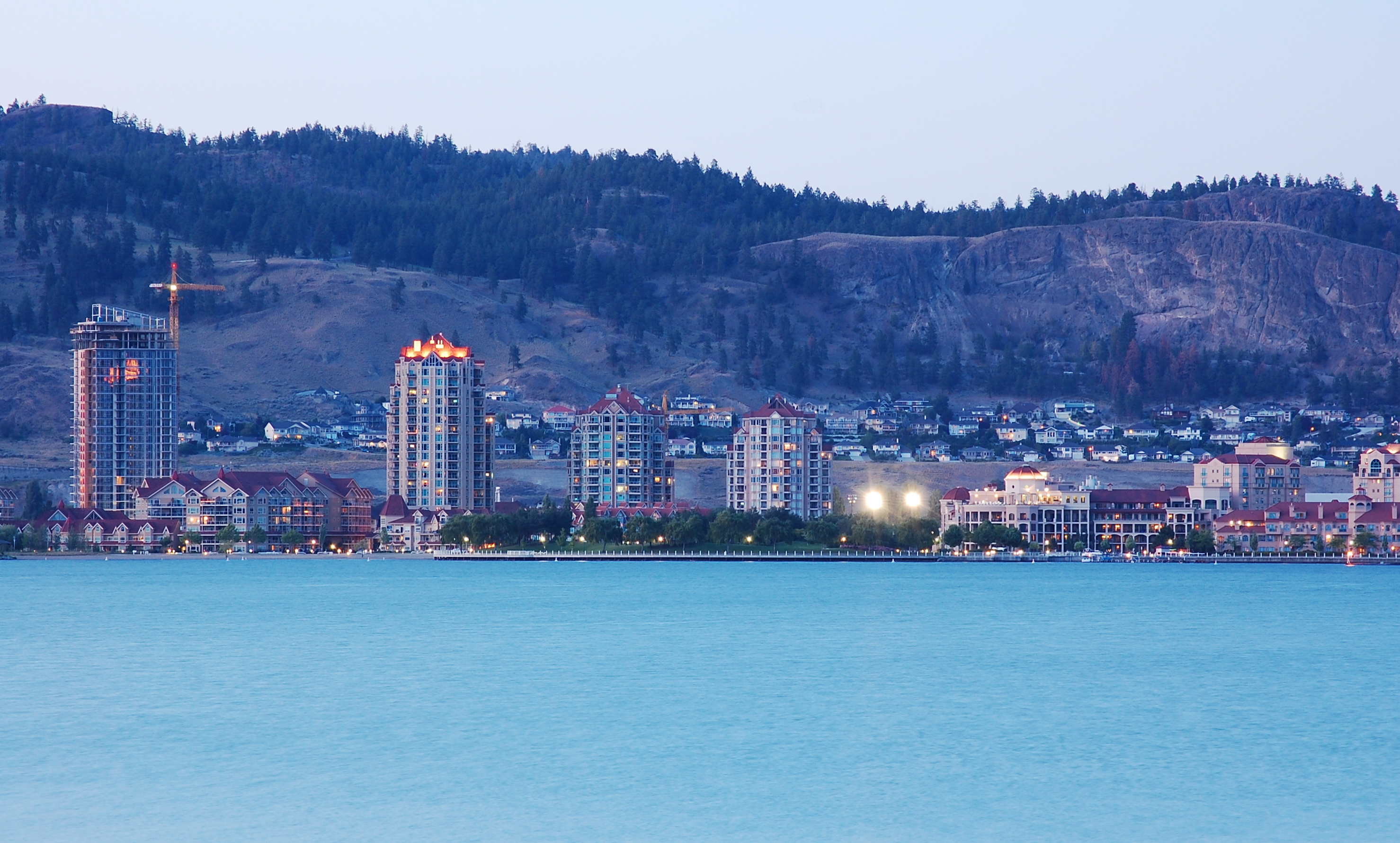
Kelowna (British Columbia)

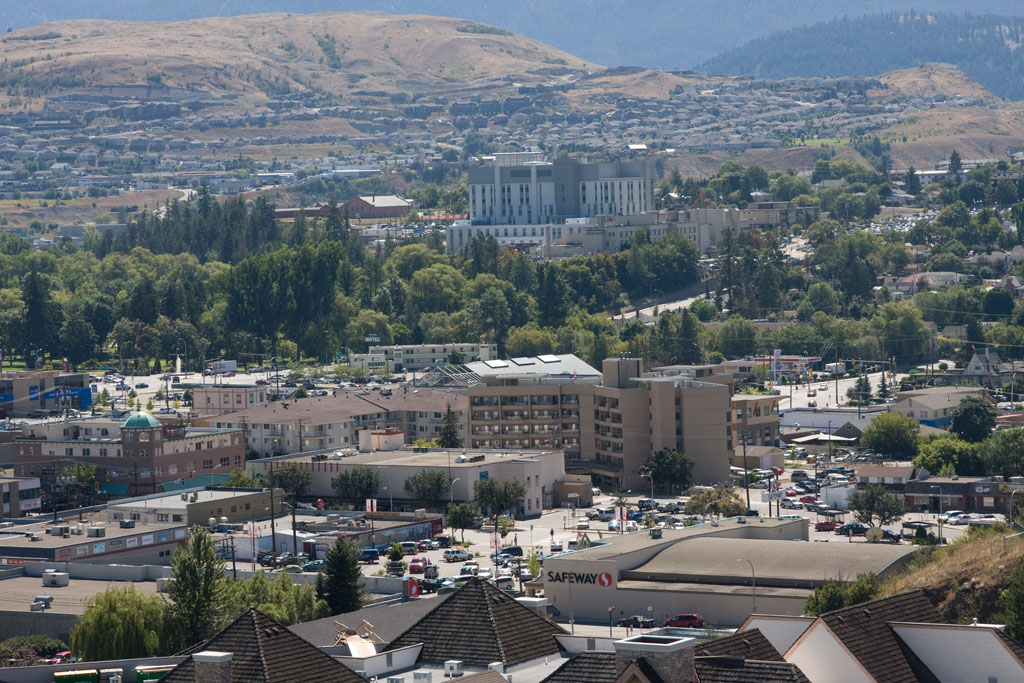
Vernon (British Columbia)

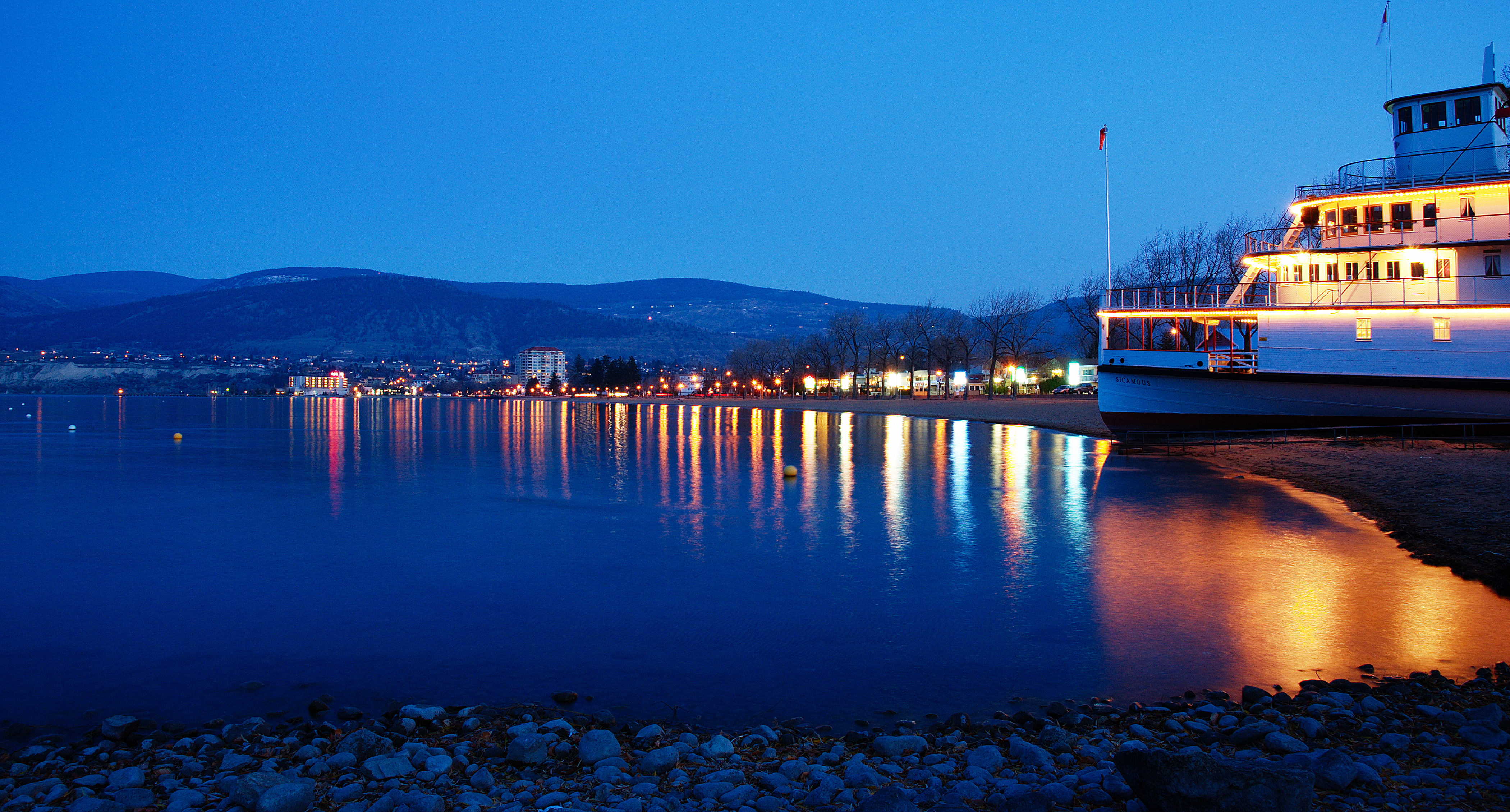
Penticton, British Columbia

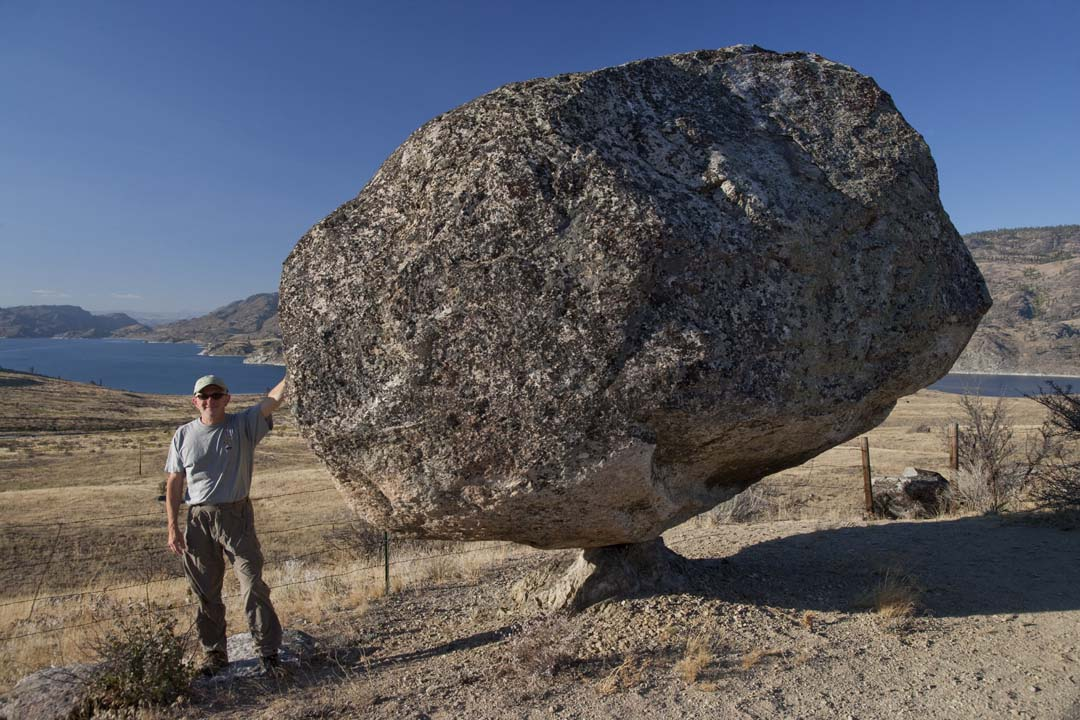
Omak (Washington)

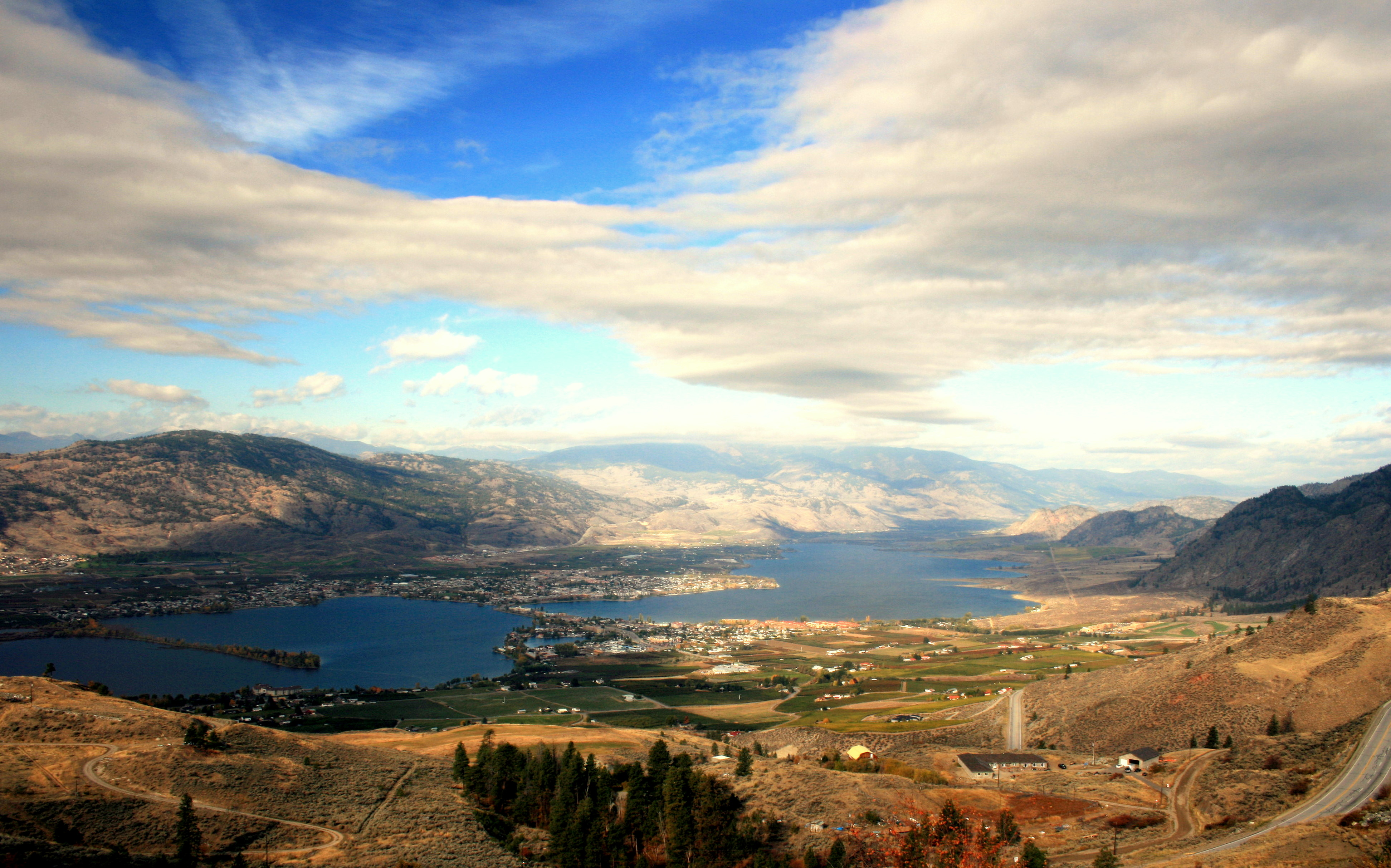
Osoyoos

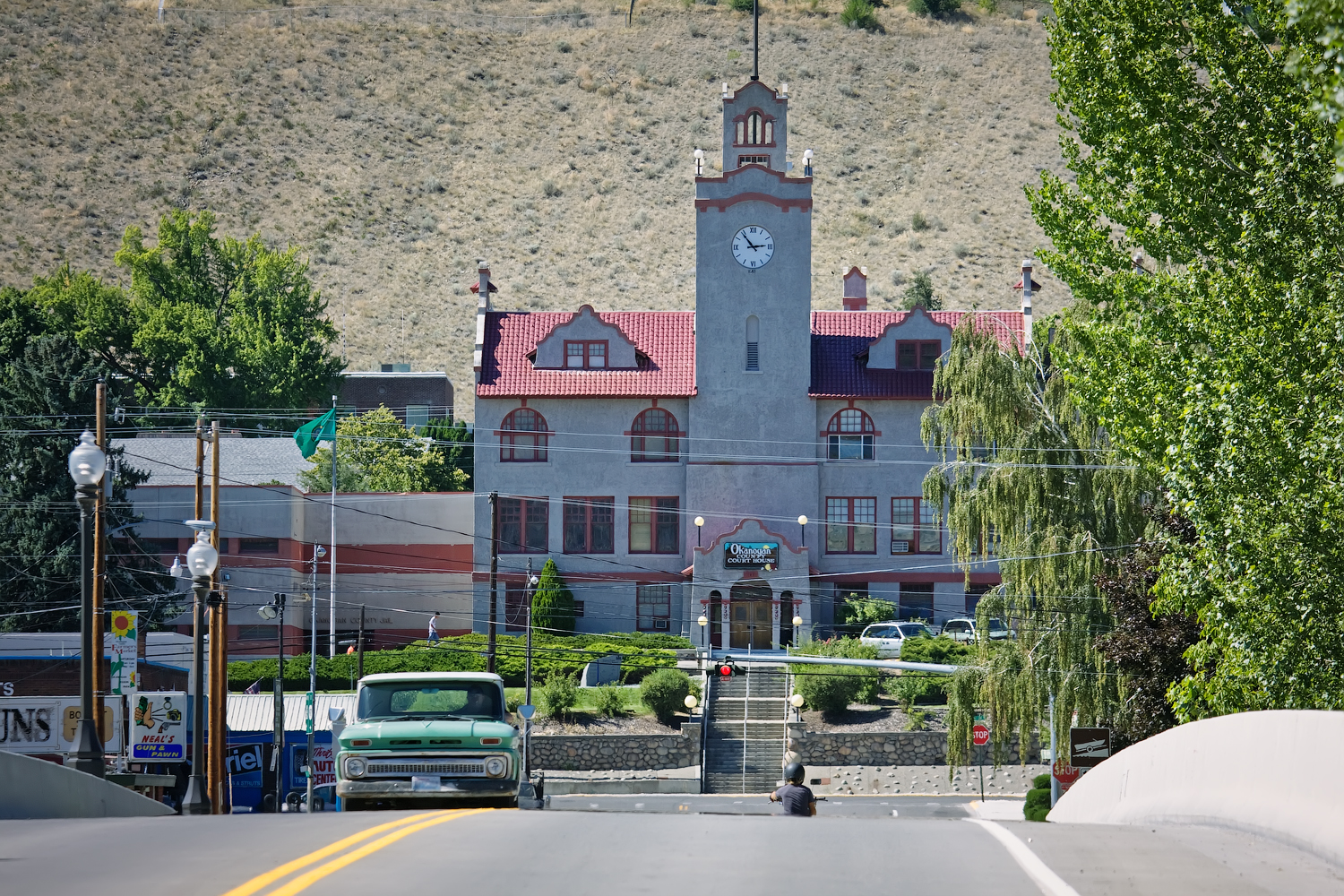
Okanogan (Washington)

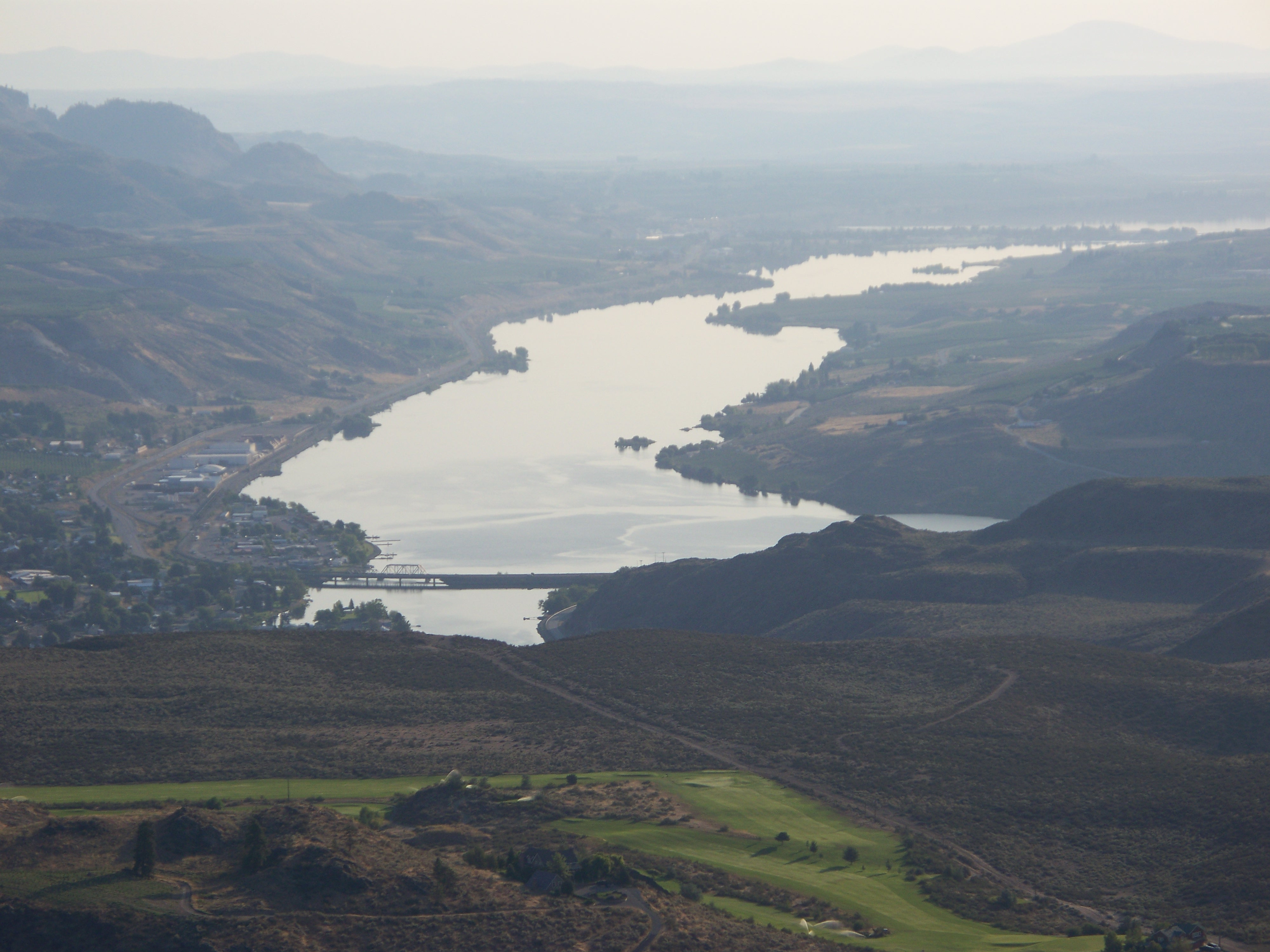
Pateros (Washington)

| Name               | Typ                     | Region               | Bevölkerung (2011) | Prozent | Fläche (2011) | Bevölkerungsdichte (2011) (Einw./km2) | Eingegliedert |
| ------------------ | ----------------------- | -------------------- | ------------------ | ------- | ------------- | ------------------------------------- | ------------- |
| Armstrong          | Stadt (City)            | North Okanagan       | 4.815              | 1.20%   | 5,24 km²      | 920,0                                 | 1913          |
| Barney’s Junction  | Census-designated place | Ferry County         | 146                | 0.04%   | 0,30 km²      | 1.452,7                               | n. v.         |
| Barstow            | Census-designated place | Ferry County         | 59                 | 0.01%   | 1,55 km²      | 272,7                                 | n. v.         |
| Boyds              | Census-designated place | Ferry County         | 34                 | 0.01%   | 0,51 km²      | 452,4                                 | n. v.         |
| Brewster           | Stadt (City)            | Okanogan County      | 2.386              | 0.60%   | 3,08 km²      | 769,0                                 | 1910          |
| Bridgeport         | Stadt (City)            | Douglas County       | 2.444              | 0.61%   | 2,72 km²      | 885,8                                 | 1910          |
| Chelan             | Stadt (City)            | Chelan County        | 3.945              | 0.99%   | 16,45 km²     | 238,8                                 | 1902          |
| Conconully         | Stadt (Town)            | Okanogan County      | 211                | 0.05%   | 0,80 km²      | 261,5                                 | 1908          |
| Coldstream         | District municipality   | North Okanagan       | 10.314             | 2.58%   | 67,25 km²     | 155,6                                 | 1906          |
| Coulee Dam         | Stadt (Town)            | Okanogan County      | 1.107              | 0.28%   | 2,02 km²      | 588,8                                 | 1959          |
| Curlew             | Census-designated place | Ferry County         | 118                | 0.03%   | 2,07 km²      | 403,0                                 | n. v.         |
| Curlew Lake        | Census-designated place | Ferry County         | 462                | 0.12%   | 14,76 km²     | 274,2                                 | n. v.         |
| Disautel           | Census-designated place | Okanogan County      | 78                 | 0.02%   | 9,80 km²      | 54,0                                  | n. v.         |
| Electric City      | Stadt (City)            | Grant County         | 1.004              | 0.25%   | 6,06 km²      | 219,8                                 | 1950          |
| Elmer City         | Stadt (Town)            | Okanogan County      | 239                | 0.06%   | 0,54 km²      | 437,6                                 | 1947          |
| Enderby            | Stadt (City)            | North Okanagan       | 2.932              | 0.73%   | 4,26 km²      | 690,0                                 | 1905          |
| Grand Coulee       | Stadt (City)            | Grant County         | 1.044              | 0.26%   | 3,34 km²      | 320,6                                 | 1935          |
| Inchelium          | Census-designated place | Ferry County         | 409                | 0.10%   | 68,80 km²     | 6,0                                   | n. v.         |
| Kaleden            | Census-designated place | Okanagan-Similkameen | 1.224              | 0.31%   | 4,32 km²      | 283,6                                 | n. v.         |
| Keller             | Census-designated place | Ferry County         | 234                | 0.06%   | 15,28 km²     | 63,7                                  | n. v.         |
| Kelowna            | Stadt (City)            | Central Okanagan     | 117.312            | 29.33%  | 211,82 km²    | 553,8                                 | 1905          |
| Lake Country       | District municipality   | Central Okanagan     | 11.708             | 2.93%   | 122,19 km²    | 95,8                                  | 1995          |
| Loomis             | Census-designated place | Okanogan County      | 159                | 0.04%   | 2,20 km²      | 72,0                                  | n. v.         |
| Lumby              | Dorf                    | North Okanagan       | 1.731              | 0.43%   | 5,27 km²      | 301,6                                 | 1955          |
| Malott             | Census-designated place | Okanogan County      | 487                | 0.12%   | 1,80 km²      | 685,0                                 | n. v.         |
| Methow             | Census-designated place | Okanogan County      | 68                 | 0.02%   | 4,70 km²      | 260,2                                 | n. v.         |
| Naramata           | Census-designated place | Okanagan-Similkameen | 1.647              | 0.41%   | 7,99 km²      | 206,2                                 | n. v.         |
| Nespelem           | Stadt (Town)            | Okanogan County      | 236                | 0.06%   | 0,49 km²      | 479,6                                 | 1935          |
| Nespelem Community | Census-designated place | Okanogan County      | 253                | 0.06%   | 59,90 km²     | 4,2                                   | n. v.         |
| North Omak         | Census-designated place | Okanogan County      | 688                | 0.17%   | 29,00 km²     | 23,7                                  | n. v.         |
| Olalla             | Census-designated place | Okanagan-Similkameen | 401                | 0.10%   | 0,49 km²      | 826,3                                 | n. v.         |
| Oliver             | Stadt (Town)            | Okanagan-Similkameen | 4.824              | 1.21%   | 4,88 km²      | 990,0                                 | 1945          |
| Okanagan Falls     | Census-designated place | Okanagan-Similkameen | 1.971              | 0.49%   | 2,00 km²      | 840,0                                 | n. v.         |
| Okanogan           | Stadt (City)            | Okanogan County      | 2.568              | 0.64%   | 5,20 km²      | 505,3                                 | 1907          |
| Omak               | Stadt (City)            | Okanogan County      | 4.881              | 1.22%   | 9,10 km²      | 545,4                                 | 1911          |
| Orient             | Census-designated place | Ferry County         | 115                | 0.03%   | 1,03 km²      | 689,4                                 | n. v.         |
| Oroville           | Stadt (City)            | Okanogan County      | 1.698              | 0.42%   | 4,35 km²      | 396,9                                 | 1908          |
| Osoyoos            | Stadt (Town)            | Okanagan-Similkameen | 4.845              | 1.21%   | 8,76 km²      | 553,1                                 | 1946          |
| Pateros            | Stadt (City)            | Okanogan County      | 673                | 0.17%   | 1,27 km²      | 525,6                                 | 1913          |
| Peachland          | District municipality   | Central Okanagan     | 5.200              | 1.30%   | 15,75 km²     | 330,2                                 | 1909          |
| Penticton          | Stadt (City)            | Okanagan-Similkameen | 32.877             | 8.22%   | 42,10 km²     | 780,9                                 | 1908          |
| Republic           | Stadt (City)            | Ferry County         | 1.093              | 0.27%   | 4,12 km²      | 260,5                                 | 1900          |
| Pine Grove         | Census-designated place | Ferry County         | 145                | 0.04%   | 1,29 km²      | 697,2                                 | n. v.         |
| Riverside          | Stadt (Town)            | Okanogan County      | 282                | 0.07%   | 2,56 km²      | 111,5                                 | 1913          |
| Spallumcheen       | District municipality   | North Okanagan       | 5.055              | 1.26%   | 255,77 km²    | 19,8                                  | 1892          |
| Summerland         | District municipality   | Okanagan-Similkameen | 11.280             | 2.82%   | 74,06 km²     | 152,3                                 | 1906          |
| Tonasket           | Stadt (City)            | Okanogan County      | 1.038              | 0.26%   | 2,07 km²      | 498,1                                 | 1927          |
| Torboy             | Census-designated place | Ferry County         | 49                 | 0.01%   | 2,58 km²      | 137,0                                 | n. v.         |
| Twin Lakes         | Census-designated place | Ferry County         | 59                 | 0.01%   | 10,90 km²     | 5,4                                   | n. v.         |
| Twisp              | Stadt (Town)            | Okanogan County      | 926                | 0.23%   | 3,06 km²      | 300,7                                 | 1909          |
| Vernon             | Stadt (City)            | North Okanagan       | 38.150             | 9.54%   | 95,76 km²     | 398,4                                 | 1892          |
| West Kelowna       | District municipality   | Central Okanagan     | 30.892             | 7.72%   | 123,51 km²    | 250,1                                 | 2007          |
| Winthrop           | Stadt (Town)            | Okanogan County      | 397                | 0.10%   | 2,43 km²      | 161,8                                 | 1924          |

## Politik
Schätzungen der Bevölkerungszahlen von 2009 und 2011 durch BC Stats und das United States Census Bureau wiesen auf mehr als 400.000 Einwohner im Gesamtgebiet hin. Die US-amerikanische Bevölkerung stellt davon etwa zehn Prozent. Föderativ gesehen gehörte der kanadische Teil zum British Columbia Southern Interior, einem bis 2015 bestehenden Wahlbezirk, während der US-amerikanische Teil zum 4. Kongresswahlbezirk der USA gehört. Das Okanagan Country ist Teil der Regionalbezirke North Okanagan, Central Okanagan, Okanagan-Similkameen und der Countys Ferry und Okanogan, wobei auch Teile der Countys Grant, Clark and Douglas zu der Region gerechnet werden.